# Cyperus pannonicus
Cyperus pannonicus là loài thực vật có hoa trong họ Cói. Loài này được Jacq. mô tả khoa học đầu tiên năm 1778.